# Barbara Panek-Sarnowska
Barbara Panek-Sarnowska (ur. 26 września 1973 w Zielonej Górze) – polska artystka fotograf. Prezes Zarządu Lubuskiego Towarzystwa Fotograficznego.

## Życiorys
Barbara Panek-Sarnowska jest absolwentką Uniwersytetu Zielonogórskiego związaną z zielonogórskim środowiskiem fotograficznym, mieszka w Zielonej Górze i pracuje w Biurze Dokumentacji Artystycznej Instytutu Sztuki i Kultury Plastycznej Wyższej Szkoły Pedagogicznej w Zielonej Górze. Fotografuje od 1989 roku. Od tego czasu była związana z Młodzieżowym Laboratorium Fotograficznym w Zielonej Górze - do roku 1994. W 1991 roku została członkinią Lubuskiego Towarzystwa Fotograficznego. W latach 1991–2000 była skarbnikiem LTF, w 2000 roku została prezesem Zarządu LTF. Od 1989 roku jest uczestniczką i współorganizatorką cyklicznych Warsztatów Fotograficznych w Broniszowie. Od 1993 roku jest jedną z opiekunek galerii fotograficznej Pod Kaczką. Od 1995 roku do 1997 była członkinią grupy Ruch Alternatywnej Fotografii, której była współzałożycielką. Od 1997 roku do 1998 była kuratorem galerii fotograficznej Ostatni Seans. W 1998 roku została przyjęta do Grupy Inicjatyw Fotograficznych. W 1999 roku została jedną z opiekunek galerii fotograficznej Projekt, działającej przy Muzeum Ziemi Lubuskiej w Zielonej Górze. 
Barbara Panek-Sarnowska jest autorką i współautorką wielu wystaw fotograficznych; indywidualnych, zbiorowych, poplenerowych oraz pokonkursowych - w Polsce i za granicą, na których otrzymała wiele nagród, wyróżnień, dyplomów, listów gratulacyjnych. Szczególne miejsce w jej twórczości zajmuje fotografia otworkowa. Współuczestniczy w prowadzeniu Warsztatów Fotowidzenia oraz Warsztatów Fotografii Otworkowej. Uczestniczy w posiedzeniach jury w konkursach fotograficznych. 
W 1999 roku Barbara Panek-Sarnowska została przyjęta w poczet członków Fotoklubu Rzeczypospolitej Polskiej Stowarzyszenia Twórców. Decyzją Komisji Kwalifikacji Zawodowych Fotoklubu RP, otrzymała dyplom potwierdzający kwalifikacje do wykonywania zawodu artysty fotografa, fotografika (legitymacja nr 118). W działalności Fotoklubu RP uczestniczyła do 2021.

## Wystawy indywidualne
- Zamaskowane światy
- Teraz jest inaczej (2005)[1]
- Ogrody (2013)[20]

Źródło

## Publikacje (książki)
- Socjologiczność fotografii Zofii Rydet 2005 (autorka)[20][21]

Źródło

## Publikacje (albumy)
- Gdzie przydrożny Chrystus stał (współautorka z Pawłem Janczarukiem)
- Zielona Góra – Cztery Odsłony (współautorka z Pawłem Janczarukiem)

Źródło